# Philosophie Cosmique
Philosophie Cosmique („kosmische Philosophie“) ist der Name den Max Théon (Aia Aziz) (1848–1927) seinen eklektizistischen okkulten Lehren gab. Sie stammen von seiner Frau Alma Théon und ihm selbst. Veröffentlicht wurden diese Lehren in der Zeitschrift Revue Cosmique, den sechs Bänden der Tradition Cosmique und Schriften von Anhängern der von den Theons Anfang des 20. Jahrhunderts gegründeten Mouvement Cosmique („kosmische Bewegung“).
Außer den Theons gab es Beiträge zur philosophie cosmique von Charles Barlet, Victor-Emile Michelet, M. J. Benharoche-Baralia, und Pascal Themanlys.
Elemente der philosophie cosmique finden sich auch in den Lehren von Mira Alfassa, genannt Mutter aus dem Sri Aurobindo Ashram, die Max Théons Okkultismusschülerin war und am Cosmic Movement beteiligt war. Unter den Schülern Theons soll auch Helena Blavatsky, eine der Begründerinnen der Theosophie gewesen sein.
Die philosophie cosmique nimmt für sich in Anspruch, die 'originale spirituelle Tradition' zu sein und beschreibt eine esoterische Kosmologie verschiedener Bewusstseins- und Daseinsebenen, sowie kosmischer Zyklen, darunter der sechste und der gegenwärtige siebte Zyklus und darüber hinaus verschiedene okkulte menschliche Kräfte.
Thesen der philosophie cosmique:
1. Die Ursache ohne Ursache, das unsichtbare, einzigartige Formlose, ist für uns bis jetzt nicht denkbar. Subtilste kosmische Kräfte verschleiern und verkünden es.
2. Substanz, die Gestalt annehmen kann, hat zahlreiche Grade der Verdünnung und Dichte. Alles, was ist, lebt auch; und wo es Leben gibt, können Intelligenz und Liebe erwachen. Diese sind die Primärqualitäten. Die kosmischen Kräfte, die dem Formlosen Form geben, bilden und vervollkommnen Welten. Die feineren Grade dienen als Kräfte in den dichteren Graden.
3. Auf der Erde ist der Mensch das höchstentwickelte Ergebnis dieser Schöpfung. Die Wissenschaft sollte als Ziel ihres Forschens die Bedingungen für irdische Unsterblichkeit setzen. Der Wandel ist das Gesetz des Lebens, progressive Wandlung sollte regressive Wandlung ersetzen.
4. Die Nächstenliebe, die von der Gerechtigkeit untrennbar ist, ist das grundlegende Individual- und Kollektivgesetz und befreit von den Vorurteilen, die Glaube, Traditionen und Gewohnheiten erzeugen.
5. Tätigkeit und Passivität sind beide für das Leben notwendig. Passive Qualitäten – die besonders Frauen haben – sollten folglich auch entwickelt werden.
6. Das menschliche Paar, vereinigt durch die Liebe, hat Möglichkeiten zu unbegrenzter Entwicklung vor sich.
7. Chancengleichheit für alle Kinder, Gleichheit der Geschlechter, freie Entfaltung der individuellen Kapazitäten eines jeden, die Einheit der Nationen sind die Haupteigenschaften der Kosmischen Soziologie.
8. Jene Menschen, die geistig begabt sind und intellektuell herausragend, ohne Unterscheidung ihrer Herkunft, bilden die wahre Elite, die die Menschheit führen sollte. Eine der Aufgaben dieser Führung ist, allen denen zu helfen, die weniger weit entwickelt sind.
9. Das Ziel der Kosmischen Philosophie ist Vereinigung.

Aus einem Dokument von Max Théon über den Ursprung und die Ziele der Hermetischen Bruderschaft von Luxor:
„Die wahrhaft Eingeweihten entlehnten nichts aus Indien. Die scheinbare Ähnlichkeit zwischen den ägyptischen und hinduistischen Namen und den Lehren ist nicht Beweis dafür, daß Ägypten aus Indien Lehren empfing, sondern sie zeigen vielmehr, daß die Hauptinhalte aus der gleichen ursprünglichen Quelle stammen, die weder Ägypten ist, noch Indien, sondern die westliche Insel, die nicht länger existiert.“
Damit nahm Theon Rückbezug auf den Atlantis-Mythos, wie viele andere seiner okkultistischen Zeitgenossen.
Theon vertritt mit seiner Philosophie einen im Ergebnis ähnlichen Vereinigungsansatz wie sein Pariser Zeitgenosse Moses Hess, der sich als Spinoza bewundernder Religionsphilosoph dafür aussprach, die antiken Weisheiten des Ostens (Ägypten), den Zoroastrismus, die Veden und Gospel um die Torah zu gruppieren.

## Schriften
- Revue cosmique. Consécrée à la restitution de la tradition originelle source commune des traditions religieuses et philosophiques. Publications cosmiques, Paris 1901–1937.
- Max Theon: La tradition Cosmique. 6 Bde. Publications cosmiques, Paris 1903–1920.